# Грушко, Абрам Борисович
Абра́м Бори́сович Грушко́ (6 июня 1918, Москва, РСФСР — 15 марта 1980, Ленинград, СССР) — советский художник, живописец, педагог, член Ленинградской организации Союза художников РСФСР.

## Биография
Абрам Грушко родился 6 июня 1918 года в Москве. В 1928 году отец Борис Абрамович и мать Александра Абрамовна вместе с сыном переехали в Ленинград. Грушко учился в 21-й школе Куйбышевского района, одновременно в 1932—1936 годах посещал занятия в частной студии известного художника и педагога А. Р. Эберлинга. В 1936—1939 годах продолжил обучение в Средней художественной школе при Всероссийской Академии художеств. В 1939 году после окончания СХШ был принят на живописный факультет Ленинградского института живописи, скульптуры и архитектуры. В том же году был призван в Красную Армию. Участвовал в войне с белофиннами 1939—1940 годов и Великой Отечественной войне 1941—1945 годов. Награждён медалями «За оборону Кавказа» и «За победу над Германией».
В 1946 году Грушко демобилизовался и вернулся на первый курс института. Занимался у Бориса Фогеля, Семёна Абугова, Лии Островой, Генриха Павловского, Александра Зайцева, Иосифа Серебряного. В 1952 году окончил Ленинградской институт живописи, скульптуры и архитектуры имени И. Е. Репина по мастерской Бориса Иогансона с присвоением звания художника живописи. Дипломная работа — картина «Выпуск чугуна на новой домне». В одном выпуске с ним институт окончили Сергей Бабков, Леонид Байков, Ирина Балдина, Дмитрий Беляев, Марина Козловская, Борис Корнеев, Елена Костенко, Анна Костина, Борис Лавренко, Сергей Ласточкин, Олег Ломакин, Иван Пентешин, Игорь Раздрогин, Юрий Скориков, Пётр Фомин, Владимир Чекалов и другие молодые художники, ставшие впоследствии известными советскими живописцами.
После окончания института Грушко в 1952—1955 годах работал главным художником Музея Артиллерии, инженерных войск и войск связи. С 1956 года участвовал в выставках ленинградских художников. Писал пейзажи, жанровые и тематические композиции, этюды с натуры. Основной темой творчества Грушко стали природа и люди Заонежья, ведущими жанрами — пейзаж и натурный этюд. Традиционное пленэрное письмо в 1960-е годы постепенно замещается декоративно-графическими решениями, близкими стилистике «сурового стиля» с характерной чёткостью силуэта, насыщенным цветом, обобщённым рисунком. Колорит сдержанный, декоративно-плоскостный, с преобладанием тёмно-коричневого, охристого и синего тонов. Среди созданных им произведений, картины: «На опушке леса», «Снопы» (обе 1956), «Вечереет» (1957), «Этюд» (1958), «Банька» (1959), «Суровый край» (1960), «Белая ночь», «Зима. Этюд» (обе 1961), «Домой в отпуск», «Белая ночь» (обе 1964), «Весенние заботы» (1969), «Великая Губа. Апрель», «Деревня Есино» (обе 1975), «Прилетел рейсовый», «Весна в Заонежье» (обе 1977), «Вечер на Онеге», «Субботник» (обе 1980) и другие.
В 1961 году Грушко был принят в Ленинградскую организацию Союза художников РСФСР. В 1965—1980 годах преподавал живопись и рисунок в Ленинградском Высшем художественно-промышленном училище имени В. И. Мухиной на кафедре общей живописи.
Грушко скончался 15 марта 1980 года в Ленинграде на 62-м году жизни. Персональная выставка его произведений была показана в Ленинграде в 1990 году. В 1989—1992 годах работы А. Б. Грушко с успехом были представлены на выставках и аукционах русской живописи L' Ecole de Leningrad и других во Франции. Его произведения находятся в музеях и частных собраниях в России, Великобритании, Германии, Франции, Израиле и других странах.

## Выставки
- 1952 год (Ленинград): Выставка дипломных работ выпускников института имени И. Е. Репина 1952 года.
- 1956 год (Ленинград): Осенняя выставка произведений ленинградских художников.
- 1957 год (Ленинград): 1917—1957. Выставка произведений ленинградских художников.
- 1958 год (Ленинград): Осенняя выставка произведений ленинградских художников.
- 1960 год (Ленинград): Выставка произведений ленинградских художников 1960 года.
- 1960 год (Ленинград): Выставка произведений ленинградских художников.
- 1961 год (Ленинград): Выставка произведений ленинградских художников открылась в залах Государственного Русского музея.
- 1962 год (Ленинград): Осенняя выставка произведений ленинградских художников.
- 1964 год (Ленинград): Ленинград. Зональная выставка.
- 1975 год (Ленинград): Наш современник. Зональная выставка произведений ленинградских художников.
- 1976 год (Москва): Изобразительное искусство Ленинграда.
- 1977 год (Ленинград): Выставка произведений ленинградских художников, посвящённая 60-летию Великого Октября.
- 1980 год (Ленинград): Зональная выставка произведений ленинградских художников.
- Февраль 1991 года (Париж): Выставка «Русские художники».
- 1994 год (Санкт-Петербург): Этюд в творчестве ленинградских художников 1940—1980-х годов.
- 1995 года (Санкт-Петербург): Лирика в произведениях художников военного поколения. Живопись. Графика.
- 1996 год (Санкт-Петербург): Живопись 1940—1990-х годов. Ленинградская школа.